# 207585 Lubar
207585 Lubar è un asteroide della fascia principale. Scoperto nel 2006, presenta un'orbita caratterizzata da un semiasse maggiore pari a 2,3871433 UA e da un'eccentricità di 0,2169866, inclinata di 4,17554° rispetto all'eclittica.